# Mantinos
Mantinos is een gemeente in de Spaanse provincie Palencia in de regio Castilië en León met een oppervlakte van 25,53 km². Mantinos telt 159 inwoners (1 januari 2016).

## Demografische ontwikkeling
Bron: INE, 1857-2011: volkstellingen